# Рукунгири (округ)
Рукунгири — округ в Западной области Уганды. По состоянию на 2010 год в округе проживает 311 600 человек. Площадь территории составляет 1566,8 км². На севере граничит с округом Рубиризи, на востоке граничит с округом Митума, на юго-востоке с округом Нтунгамо, с округом Кабале на юге, с округом Канунгу на западе и Демократической республикой Конго на северо-западе. Район был создан в 1974 году. Основной экономической деятельностью является выращиваний кофе. На озере Эдуард развито рыболовство. Более 90% населения заняты в сельском хозяйстве. На территории округа частично располагаются национальные парки — Непроходимый лес Бвинди и парк королевы Елизаветы. 
Административный центр — Рукунгири.